# حمام آغوزدره
حمام آغوزدره مربوط به دوره قاجار است و در شهرستان گلوگاه، بخش مرکزی، دهستان توسکا چشمه، روستای آغوزدره واقع شده و این اثر در تاریخ ۹ بهمن ۱۳۸۶ با شمارهٔ ثبت ۲۰۶۶۱ به‌عنوان یکی از آثار ملی ایران به ثبت رسیده است.